# آب‌جوی دریاکنار شیلی
آب‌جوی دریاکنار شیلی یا به سادگی آب‌جوی دریاکنار (نام علمی: Cinclodes nigrofumosus)، گونه‌ای از پرندگان در زیرخانواده Furnariinae از خانواده تنورمرغان (Furnariidae) و بومی شیلی است.